# Nanne Dahlman
Nanne Dahlman (* 7. September 1970) ist eine ehemalige finnische Tennisspielerin.

## Karriere
Auf dem ITF Women’s Circuit gewann sie sieben Einzel- und sechs Doppeltitel.
Für die finnische Fed-Cup-Mannschaft bestritt sie von 1988 bis 1999 58 Partien; ihre Bilanz im Einzel (13:15) und im Doppel (18:12).

## Abschneiden bei Grand-Slam Turnieren

### Einzel
| Turnier         | 1991 | 1992 | 1993 | 1994 | 1995 | 1996 | Bilanz | Karriere |
| --------------- | ---- | ---- | ---- | ---- | ---- | ---- | ------ | -------- |
| Australian Open | —    | 2    | 3    | 2    | —    | 3    | 6:4    | 3        |
| French Open     | 1    | —    | —    | 1    | —    | 1    | 0:3    | 1        |
| Wimbledon       | —    | 2    | 2    | —    | —    | —    | 2:2    | 2        |
| US Open         | —    | 3    | 1    | —    | —    | 2    | 3:3    | 3        |

### Doppel
| Turnier         | 1989 | 1990 | 1991 | 1992 | 1993 | 1994 | 1995 | 1996 | Bilanz | Karriere |
| --------------- | ---- | ---- | ---- | ---- | ---- | ---- | ---- | ---- | ------ | -------- |
| Australian Open | —    | —    | 1    | 1    | —    | 1    | —    | AF   | 2:4    | AF       |
| French Open     | 1    | —    | —    | —    | 1    | 1    | 2    | 2    | 2:5    | 2        |
| Wimbledon       | —    | —    | —    | —    | 1    | —    | 1    | 1    | 0:3    | 1        |
| US Open         | —    | —    | —    | 1    | —    | 1    | 1    | 1    | 0:4    | 1        |